# Tamara Mona
Tamara Mona, auch Tamara Mona-Münger, ist eine Schweizer Diplomatin. Sie ist Botschafterin in der Demokratischen Bundesrepublik Äthiopien und in der Republik Südsudan. 2020 wurde sie zur ausserordentlichen und bevollmächtigten Botschafterin ernannt. Sie führt seit Januar 2021 die Schweizer Botschaft in Addis Abeba im job sharing mit ihrem Ehemann Pietro Mona.

## Ausbildung
Tamara Mona hat einen Master-Abschluss in Internationalen Beziehungen von der Universität Genf und hat Geschichte und Politikwissenschaft an der Universität Bern studiert. Nach ihrer diplomatischen Ausbildung an der Schweizer Botschaft in Singapur begann sie ihre diplomatische Laufbahn 2004 in der Politischen Abteilung des Eidgenössischen Departements für auswärtige Angelegenheiten in Bern. 

## Werdegang
Im Jahr 2009 übernahm sie den Posten der stellvertretenden Missionschefin an der Schweizerischen Botschaft in Abuja, Nigeria, wo sie auch für Niger und Tschad zuständig war. Von 2013 bis 2015 war sie Beauftragte für die OSZE-Ministerkonferenz in Basel während des Schweizer OSZE-Vorsitzes im Jahr 2014. Bevor sie 2017 als stellvertretende Missionschefin an die Schweizer Botschaft für Indien und Bhutan in Neu-Delhi entsandt wurde, war sie Stabschefin der Direktion für Ressourcen des Eidgenössischen Departements für auswärtige Angelegenheiten.